# Juan Masferrer (intendente)
Juan Masferrer (España, 1862 - Formosa?, siglo XXI) fue un político de origen español que ocupó el cargo de Intendente de la Villa Formosa en 1902

## Biografía
No  existen muchos datos sobre Juan Masferrer. Un expediente judicial de 1894, en el cual efectúa una declaración como testigo, dice vivir en Formosa, ser español, soltero, empleado y haber nacido en 1862. Ocupó numerosos cargos en Formosa, tanto en la Gobernación como en la Comuna capitalina. 
Era un hombre en el cual el gobernador José María Uriburu había depositado gran confianza; quedaba a cargo de la gobernación cuando el titular debía ausentarse y recibía responsabilidades en tramitaciones de importantes cuestiones  relacionadas con poblaciones como Bouvier, Dalmacia y Clorinda.
Un decreto de la Gobernación del 12 de julio de 1895 dice: “1°.- Nómbrese Encargado de la Correspondencia de la Gobernación al Señor Comisario Juan Masferrer, Jefe de la Mesa de Entrada y Salida, a fin de que corra con la clasificación y debida distribución. (…)”. Pocos días después, el 9 de agosto, fue designado Tesorero de la Gobernación.
En ese año 1895 se realizó el segundo censo nacional de personas; Juan Masferrer fue designado responsable del relevamiento en Colonia Dalmacia, en reemplazo de Santiago Tarantini, que debió ausentarse.
Juan Masferrer era el dueño de los lotes rurales N.º 78, 79, 93 y 94, es decir la zona de Villa del Rosario, parque industrial y barrio San Jorge. Se los vendió a Pedro Bonaccio, quien solicitó permiso, y lo obtuvo el 21 de agosto de 1897, para alambrarlos, con la intención de ampliar el área de cañaverales que cultivaba para alimentar su fábrica.
El 28 de octubre de 1896 era Secretario de la gobernación. También ofició en 1898 de redactor en el semanario “Formosa” que aparecía los domingos. Precisamente, en esta publicación, con fecha 17 de julio de 1898, se da conocer una subasta pública de numerosos bienes muebles, a cargo del martillero Juan Masferrer.
Por decreto del gobernador José María Uriburu, del 7 de diciembre de 1900, se expresa, en su artículo 1°: “El empleado Sr. Juan Masferrer, se encargará de la dirección y marcha de las oficinas de la Gobernación, debiendo refrendar los actos del que suscribe”.
Fue titular de la corporación municipal, actual intendente municipal, en el período 23 de febrero de 1902 al 22 de julio de ese mismo año.
En 1975, mediante ordenanza N.º 229 del 24 de julio, se le rinde homenaje imponiendo el nombre de Juan Masferrer a la calle situada entre Martín Fierro y Miguel Gutiérrez; con ubicación este a oeste, se extiende desde la Av. Juan Domingo Perón hasta Av. Alicia Moreau de Justo.